# 남원고속버스터미널
남원고속버스터미널은 전북특별자치도 남원시 도통동에 있었던 고속버스 터미널로, 금호터미널 소유의 터미널이었다. 고속버스 전산망상의 터미널 번호는 625이다.
본관 건물에는 매표소, 승차홈, 편의점 등이 있지만, 매표소는 승차권 무인발권기를 설치하여 무인매표화됐다.
터미널에서 남원IC가 멀지 않으나, 수도권 방면을 오고갈 때는 남원IC를 경유했을 때 고속도로상에서 굴곡이 있어서 이 터미널을 오고가는 서울방면 노선들은 춘향로(17번 국도)를 통해 터미널 북쪽의 임실 - 남원 시경계를 거쳐 임실군 오수면의 오수IC를 이용했다. 남원공용버스터미널로 기착지를 이전한 후에도 오수IC를 이용한다.
동충동에 있는 남원공용버스터미널과 꽤 거리가 떨어져 있고 남원공용버스터미널과 별개로 운영되어 왔으나, 남원공용버스터미널에 비해 경유하는 시내버스 노선이 상대적으로 적어서 접근성이 떨어졌다. 거기에 코로나19의 여파로 고속버스 이용률이 급감해 인천 노선이 운휴에 들어갔고 센트럴시티행 고속버스가 감차되었으며, 터미널 운영사인 금호고속의 경영 악화가 심화되어 2022년 3월 31일 운행을 마지막으로 터미널의 영업을 종료했다. 이에 따라 센트럴시티행 고속버스는 2022년 4월 1일부터 남원공용버스터미널로 기착지를 옮겨서 운행한다.

## 운행 노선
| 운행 노선       | 운행업체          | 운행구간 | 운행구간 | 운행구간 | 경유지             | 배차 간격                    | 시간표                                      |
| --------------- | ----------------- | -------- | -------- | -------- | ------------------ | ---------------------------- | ------------------------------------------- |
| 남원 ↔ 서울호남 | 금호고속 삼화고속 | 남원     | ↔        | 서울호남 | 정안알밤휴게소     | 50~80분(평일) 50~60분(토,일) | 첫차:06:00(남원 기준) 막차:22:20(남원 기준) |
| 남원 ↔ 인천     | 금호고속 경기고속 | 남원     | ↔        | 인천     | 덕과, 오산, 서수원 | 3회                          | 08:00, 13:40, 18:50                         |

## 같이 보기
- 남원공용버스터미널